# Ludwig Schwarz
Mons. Ludwig Schwarz (* 4. června 1940, Most pri Bratislave) je rakouský římskokatolický kněz, emeritní biskup linecký a člen Kongregace Salesiánů Dona Boska.

## Život
Narodil se 4. června 1940 v Mostě pri Bratislave, jako první z devíti dětí. Po vyhnání jeho rodiny roku 1945 ze Slovenska odešli do Vídně. Zde navštěvoval základní školu a nižší ročníky gymnázia. Poté v Unterwaltersdorfu navštěvoval salesiánské Aufbaugymnasium, kde v červnu 1959 úspěšně odmaturoval a vstoupil k Salesiánům. Byl generálním asistentem v Unterwaltersdorfu a poté v Klagenfurtu.
V Unterwaltersdorfu také studoval filosofii a v Klagenfurt am Wörthersee na Philosophisch-Theologische Hochschule Benediktbeuern teologii. Dne 29. června 1964 byl biskupem Josefem Stimpflem vysvěcen na kněze. Poté byl v Štýrském Hradci dočasně kaplanem farnosti Dona Boska. Poté na Vídeňské univerzitě studoval filologii a archeologii. Byl kaplanem v Herz-Jesu-Spital. Roku 1970 získal doktorát z filosofie. Pokračoval jako rektor diecézního semináře v Hornu a do roku 1984 byl provinciálem Rakouské salesiánské provincie se sídlem ve Vídni. Od roku 1984 byl na Papežské salesiánské univerzitě v Římě ředitelem Mezinárodních církevních konviktů „Dona Bosca“ . O rok později začal učit na místní univerzitě křesťanskou filologii. Roku 1993 se stal provinciálem římské provincie Salesiánů Dona Boska („Visitatoria Roma-UPS“).
Od února 1999 do února 2005 byl národním ředitelem Papežské misie v Rakousku. Dne 15. října 2001 jej papež Jan Pavel II. jmenoval pomocným biskupem vídeňským a titulárním biskupem ze Simidicci. Biskupské svěcení přijal ve Svatoštěpánském dómě dne 25. listopadu 2001 z rukou kardinála Christophra Schönborna a spolusvětiteli byli biskup Alois Kothgasser a arcibiskup Ján Sokol.
Tuto funkci vykonával do 6. července 2005, kdy byl papežem Benediktem XVI. ustanoven diecézním biskupem Lince. Uveden do úřadu byl 18. září stejného roku. Dne 18. listopadu 2015 přijal papež František jeho rezignaci z důvodu dosažení kanonického věku 75 let.

## Ocenění
- Stříbrný kříž Žilinské diecéze, 9. 2. 2018[1]